# 源氏物語の登場人物
源氏物語の登場人物（げんじものがたりのとうじょうじんぶつ）は、『源氏物語』に登場する、架空の人物の一覧である。
基本的に登場順であるが、一部は血縁関係でまとめてある。物語詳細は「源氏物語各帖のあらすじ」を参照。

## 登場人物

### 主人公
- 光源氏（ひかるげんじ）　桐壺帝第二皇子。母は桐壺更衣。

幼い頃に、母・桐壺更衣と死別。亡き母の面影を追い求め、華やかな女性遍歴を重ねていく。

### 光源氏の両親
- 桐壺帝（きりつぼてい） - 光源氏の父。身分の低い桐壺更衣を寵愛し、その忘れ形見の源氏を一時は春宮にとも願ったが、将来を考えて臣籍降下させる。
- 桐壺更衣（きりつぼのこうい） - 光源氏の母。故按察大納言の娘。桐壺帝の寵愛を一身に受けたが、源氏が3歳の時に病で死去。生前、女御に出来なかった事を悔やんだ桐壺帝から、没後に三位（女御の位階）の位を賜った。

### 光源氏の兄弟
- 朱雀帝（すざくてい） - 桐壺帝第一皇子。弘徽殿女御を母とする。光源氏の異母兄。源氏との関係を知りつつも、朧月夜を寵愛。

- 蛍兵部卿宮（ほたるひょうぶきょうのみや） - 桐壺帝皇子。光源氏の異母弟。藤壺の兄とは別人。（始め帥の宮、「少女」以降兵部卿宮。「螢」の主要人物であることからこの名で呼ばれる）　風流人で特に香に詳しい。源氏とは親しく、須磨下向直前に源氏との関係を断つ者が増えた時にも関係を維持し続けた。光源氏の養女玉鬘に思いを寄せる。

- 八の宮（はちのみや） - 宇治十帖に登場。桐壺帝第八皇子。東宮時代の冷泉帝を廃そうとする陰謀に巻き込まれ宇治に隠棲。仏教に傾倒し「俗聖」と称される。同じく世を儚む薫と親しくなり、娘の夫に、とそれとなく頼んだ。

### 光源氏の女君たち
- 藤壺中宮（ふじつぼのちゅうぐう） - 先帝の第四皇女。桐壺帝の中宮。桐壺更衣に瓜二つ。
- 葵の上（あおいのうえ） - 光源氏の最初の正室。結婚当初から、源氏との夫婦仲は冷え切っていた。夕霧を産んだ後夭逝。
- 紫の上（むらさきのうえ） - 若紫とも。葵の上亡き後、光源氏の正室ではないが、源氏の妻たちの中では、最も寵愛される。六条院の春の町に光源氏と共に住まう。
- 明石の方（あかしのかた、明石の御方(あかしのおんかた)とも） - 光源氏の愛人で明石の女御の生母。六条院の冬の町の主。
- 花散里（はなちるさと） -桐壺帝の妃・麗景殿の女御の妹で、 六条院の夏の町の主。夕霧、玉鬘の養母。
- 女三宮（おんなさんのみや・にょさんのみや） - 朱雀院の第三皇女。光源氏の二番目の正室。薫の母。頭の中将の長男・柏木に迫られ、拒み通せずに関係を持ち薫を出産。罪の意識に耐えられず、出家してしまう。
- 空蝉（うつせみ） - 伊予介の後妻。衛門督の娘。伊予介（後年は常陸介）の死後、出家。のちに、二条東院へ引き取られる。
- 軒端荻（のきばのおぎ） - 空蝉の義理の娘。明かりの落ちた部屋で空蝉と間違われ源氏と関係を持つ。
- 夕顔（ゆうがお） - 頭中将の愛人であり、玉鬘の母。
- 末摘花（すえつむはな） - 常陸宮（ひたちのみや）の姫君。光源氏に引かれる程の醜女。名前の末摘花はベニバナのこと。
- 源典侍（げんのないしのすけ） - 桐壺帝に仕える高齢の女官。夫は修理大夫（すりのかみ）。
- 朧月夜（おぼろづきよ） - 右大臣の6番目の娘。弘徽殿女御の妹で朱雀帝の尚侍（ないしのかみ）。若菜 (源氏物語)で、一時源氏と復縁するが、のちに朱雀院の後を追い出家。
- 朝顔の姫君（あさがおのひめぎみ、朝顔の斎院(あさがおのさいいん)とも） - 桃園式部卿宮の娘、斎院。源氏に求婚されたが拒み通した。
- 六条御息所（ろくじょうのみやすどころ） - 先の春宮妃。教養高く優雅な貴婦人だが、源氏への愛と恨みから怨霊となって女君たちに祟る。秋好中宮の母。

### 光源氏の子女
- 冷泉帝（れいぜいてい） - 表向きは桐壺帝の第十皇子であるが、実際には光源氏と藤壺中宮の男子。
- 夕霧（ゆうぎり） - 光源氏の実質的な長男(実際の長男は冷泉帝)で、母は葵の上。
- 明石中宮（あかしのちゅうぐう、明石の姫君、明石女御 とも） - 光源氏の長女で、母は明石の方。紫の上の養女となる。匂宮の母。
- 薫（かおる、薫君(かおるのきみ)とも） - 表向きは光源氏と女三宮の一人息子であるが、実父は柏木。第三部の登場人物のうちの主人公。

### 左大臣家
※源氏の君の婿入り先。藤原氏。同じ藤原氏である右大臣の一族とは激しく勢力争いをしているが、一方で緊張緩和のための婚姻も結んでいる。桐壺帝時代には庇護者として源氏と政治的立場が近しかった。葵の上亡き後も源氏に夕霧を託され、関係は存続。頭の中将が統領の時代には源氏と権勢を競ったが、常に源氏に敗れ続けた。なお、『宇治十帖』では紅梅が一族の統領だが、その時代の左大臣は夕霧。
※源氏-冷泉帝親子は絵画をその血統の暗示とされているのに対し、こちらは音楽を一族の家芸としている。ただし夕霧は左大臣家との繋がりが強い為か、音楽への造詣の方が強い。
- 頭中将（とうのちゅうじょう） - 左大臣と大宮の子。葵の上の同母兄。のちに内大臣、太政大臣。冷泉帝の退位を機に、自身も政事を退き隠居を決断。その後は、「致仕の大臣（ちしのおとど）」と呼ばれる。
- 左大臣（さだいじん・ひだりのおとど） - 葵の上と頭中将の父。源氏の舅。藤原左大臣家の統領。桐壺帝や源氏とは公私共に親しい。若き日の源氏の後見人。冷泉帝即位時には源氏の要請を受け太政大臣に就いた（63歳。「澪標」）。享年66（「薄雲」）。
- 大宮（おおみや） - 桐壺帝の同母姉妹で左大臣の正室。葵の上、頭中将の母。
- 右大臣の四の君 - 弘徽殿の大后の妹、朧月夜の姉。頭中将の正室。若い頃は夫と疎遠であった。柏木、紅梅、弘徽殿の女御の母。
- 柏木（かしわぎ） - 頭中将（内大臣）の長男。従兄弟の夕霧とは親友。源氏の二人目の正妻・女三宮に恋する。三宮への想いが募り、源氏の留守中強引に契った。三宮の懐妊がきっかけで、源氏に不義が知られてしまい、苦悩の内に若くしてこの世を去る。
- 紅梅（こうばい） - 頭中将（内大臣）の次男、柏木の弟。母は右大臣の四の君。後に、蛍兵部卿宮と死別した真木柱の君（髭黒の娘）と結婚し、その娘「宮の御方」も引きとる。
- 弘徽殿女御（こきでんのにょうご） - 頭中将（内大臣）の娘。朱雀帝の母（弘徽殿大后）は叔母にあたる。冷泉帝の最初の妃。帝とは年も近く寵愛されていたが、源氏の後見を受けた秋好中宮には及ばず、中宮の座を得る事が出来なかった。
- 雲居の雁（くもいのかり） - 頭中将（内大臣）の娘。夕霧の正室。母は王族の出だが、父とは疎遠になり按察大納言と再婚した。長年の初恋を実らせ、子宝にも恵まれるが、夕霧が落葉の宮と結婚した事に激怒。実家に帰ってしまう。
- 玉鬘（たまかづら） - 頭中将（内大臣）と夕顔の娘（長女で第一子）。源氏が養女とする。類いまれな美貌の持ち主で、乳母一家（夫が、太宰少弐として赴任。）と大宰府で暮らしていたが、大夫監の強引な求婚がきっかけで、逃げるように帰京した。それからしばらくして尚侍となるが、その直後に無理やり髭黒の妻にされた。
- 近江の君（おうみのきみ） - 頭中将（内大臣）の落胤。玉鬘が自分の娘と知る前、その存在を羨み、自分にも何処かに娘がいないか、と見つけ出させた。父似で、親しみやすく愛嬌のある顔立ちだが、育ち故に教養に欠け、非常な早口であり、周囲から物笑いの種となる。父に疎まれ、弘徽殿の女御の召使に付けられる。尚侍になることを望み、便所掃除までも行ったが、それらが逆に兄弟からも疎まれる要因となった。源の典侍同様、「笑われ役」と位置づけられている。双六好き。
- 五節の君（ごせちのきみ） - 近江の君の女房。近江同様に軽薄な所があり、共に双六ではしゃいでいる姿が描かれる。近江とは友人のように親しげ。惟光の娘の五節君（下述）とは別人。

### 政敵
- 弘徽殿女御（こきでんのにょうご）- 桐壺帝の妃、朱雀帝の母（のち弘徽殿の大后と称する）。桐壺帝の寵愛を桐壺更衣に奪われたことから、彼女とその忘れ形見である源氏、さらに藤壺中宮に敵愾心を抱く。朧月夜との密会露見を機に須磨に退去した源氏を追放しようとするも結局は源氏を政治的に抹殺できず、失意のままに他界する。
- 右大臣 - 藤原氏。弘徽殿女御、朧月夜らの父。一時は源氏を朧月夜の婿に迎えようともしていた。
- 兵部卿宮（ひょうぶきょうのみや） - 藤壺中宮の兄。紫の上の父。のち式部卿宮。源氏が失脚し、須磨（後に明石へ。）蟄居の際に付き合いを絶ったため、後に源氏が復帰した際、新帝（冷泉帝）に娘（紫の上の異母妹）を入内させようと源氏に働きかけるが、取り合ってくれずかつての仕打ちを悔やんでいる（絵合）。
- 式部卿宮の北の方 - 兵部卿宮（式部卿宮）の正室。継子である紫の上に強い敵愾心を抱いている。兵部卿宮に強い影響力を持っており、彼が娘と疎遠になり、ひいては源氏と対立する要因となった。長女（髭黒の北の方）が、髭黒と離婚し、実家に帰って来た時には、源氏への恨みをぶちまけた。

### 源氏の家来筋
- 藤原惟光（ふじわらのこれみつ） - 光源氏の乳兄弟。源氏の青年期には夜歩きのお供として度々登場、須磨退去時にも帯同したが、彼自身の身分が高くなるにつれて、壮年期には出番が激減した。摂津の守（「少女」時点）、のちに参議にまで昇る。なお、後述の源良清と並んで数多の登場人物の中で本名の判る数少ない人物の一人。
- 五節君（ごせちのきみ）・藤典侍（とうのないしのすけ） - 惟光の秘蔵娘。男兄弟すら滅多に会えないほどの可愛がり様。源氏の命により、惟光はしぶしぶ出仕に応じた。夕霧の側室。彼との間に四人の子を成した。
- 源良清（みなもとのよしきよ） - 光源氏の家来。少納言。受領の息子。須磨にも帯同。明石の方に結婚を申し込み、父の入道に拒まれた、という過去を持つ。前述の惟光同様、本名の判る数少ない登場人物の一人。
- 尉の蔵人（じょうのくろうど） - 源氏の君と親しくしていた為、「須磨」の際に官位を失った人物。自ら願い出て須磨追放に帯同した。
- 大輔の命婦（たゆうのみょうぶ） - 源氏の乳姉妹。両親が離婚し、母は再婚して筑前にいった。恋多き女性。故常陸の宮家に縁があり、その姫（末摘花）を源氏に紹介したが、姫の顔を確認する前に源氏に紹介した事から、おっちょこちょいな一面がある。
- 宣旨の娘 - 明石の姫君の乳母。父は宮内卿で宰相。桐壺帝にも出仕していた。若く美しい女性。両親を失った心細さから、源氏の申し出を受け明石に赴いた。
- 中務、中将 - 女房。源氏の愛人たち。「須磨」以降は紫の上の侍女となった。
- 大内記 - 夕霧の学問の師。変わり者のため、学才はあるが出世できなかった所を源氏に召抱えられた。

### その他
- 藤式部丞（とうしきぶのじょう）、左馬頭（さまのかみ） - 光源氏、頭中将とともに「雨夜の品定め」と呼ばれる場面に登場する過去の女性体験を語る人物。

- 秋好中宮（あきこのむちゅうぐう、斎宮の女御(さいぐうのにょうご)、梅壺女御(うめつぼのにょうご)とも） - 父は桐壺帝の弟の前春宮（前坊）。母は六条御息所。光源氏の養女として冷泉帝のもとに入内、中宮となる。六条院の秋の町の主。

- 麗景殿の女御（れいけいでんのにょうご） - 花散里の姉。桐壺帝の妃の一人。桐壺帝没後は、妹の夫である源氏の庇護を受けながら暮らしている。

- 王命婦（おうのみょうぶ） - 藤壺中宮の側近。源氏の藤壺への想いを知っており、その協力をしてしまう。

### 紫の上関係
- 北山の尼君（きたやまのあまぎみ） - 紫の上の祖母。亡き按察使大納言の北の方。夫死亡後出家。
- 北山の僧都（きたやまのそうづ） - 尼君の兄。
- 少納言（しょうなごん） - 紫の上の乳母。紫の上が源氏にさらわれた際に、世話役として二条院に連れてこられた。
- 王女御（おうのにょうご） - 兵部卿宮の娘。冷泉帝の後宮に入る。紫の上の異母妹。

### 明石の方関係
- 明石入道（あかしのにゅうどう） - 明石の方の父。桐壺更衣の従兄弟。
- 明石尼君（あかしのあまぎみ） - 明石の方の母。祖父は中務宮。

### 玉鬘関係
- 右近（うこん） - 夕顔の侍女。夕顔の死後は源氏に仕えた。初瀬の観音詣での際に玉鬘と再会。
- 少弐の乳母（しょうにのめのと） - 玉鬘の乳母。夫が大宰府へ赴任する事から、玉鬘を伴い筑紫へ。玉鬘への大夫監（後述）の強引な求婚がきっかけとなり、ついに筑紫からの逃亡を決意。息子が3人・娘が2人いるが、次男・三男が大夫監についてしまい一家が分裂。長男・豊後介に頼み、船を手配し十数年振りに京へ戻る事に。椿市の宿で、右近に再会。夕顔が亡くなった経緯を知り、驚く。
- 豊後介（ぶんごのすけ） - 玉鬘の乳兄弟。母から大夫監からの逃亡の手助けを頼まれ、船を手配。玉鬘が六条院に迎えられてからは、六条院の家司になった。
- 大夫の君（たいふのきみ） - 玉鬘の乳姉妹。現地で結婚し、子供も儲けるが上述にもある玉鬘の逃亡に同行。
- 大夫監（たゆうのげん） - 筑紫の有力者。粗暴で教養に欠ける。「身体に障りがある」との偽りの噂を気にすることなく玉鬘に結婚を申し込む。彼が玉鬘にあまりに嫌われたことが、玉鬘が京に戻るきっかけとなった。
- 髭黒の大将 - 今上帝の伯父（今上帝の生母・承香殿の女御の兄妹である。）。髭が濃く、色黒なことから髭黒と呼ばれる。生真面目で子煩悩なうえ、一途な性格だが、複数の妻を平等に扱うことが出来ないなど、平安貴族としては欠点を多く持つ人物とされる。兵部卿宮の娘とは長年連れ添い、その心の病にも耐え続けてきたが、最終的には玉鬘を妻に迎えてしまった。
- 髭黒の北の方 - 兵部卿宮の娘。紫の上の異母姉。「物の怪憑き」であり発作を起こすことがある。大将が玉鬘を妻に迎えた後は真木柱と共に実家に戻った。
- 真木柱（まきばしら） - 髭黒の大将の娘。祖父兵部卿宮の家で育つ。蛍兵部卿宮と結婚し一女をもうけたが、関係は芳しくなかった。蛍兵部卿宮の死後に紅梅大納言と再婚、こちらとの関係は良好であった。

### 空蝉関係
- 伊予介（いよのすけ） -  空蝉の夫。のちに常陸介。源氏が二条東院の改装をしている前後頃、他界した。
- 小君（こぎみ） -  空蝉の弟。のちに右衛門佐。空蝉への接近を目論む源氏に召し抱えられる。数年後の源氏の須磨行きには同行せず、姉と共に義兄の赴任地へと去る。源氏が石山参詣の折に再会し、かつてのように姉への文使いを託され、一度は源氏の元を去った不義理を責める事もなかった事に感動する。
- 紀伊守（きのかみ） -  伊予介（常陸介）の嫡男（空蝉の継息子）。のちに河内守。堅物で冗談の通じないところがあり、空蝉どころか実妹の軒端荻からも疎んじられている。父の死後、空蝉に言い寄るも彼女が出家した事で思いは叶わなかった。
- 衛門督（えもんのかみ） -  空蝉の亡き父。源氏と紀伊守の会話での登場。生前、娘（空蝉）の入内を希望していたが（源氏曰く「主上（桐壺帝（当時））も楽しみにしていたのに」とのこと。）、不慮の病で亡くなる。

### 落葉の宮関係
- 落葉の宮（おちばのみや） - 朱雀院の女二の宮。柏木の正室。柏木の死後、夕霧の妻となる。
- 一条御息所（いちじょうのみやすどころ） - 朱雀院の更衣。落葉の宮の母。夕霧が落葉を弄んだと誤解、かねてからの病とその心痛から恨みの歌を遺して死亡。
- 阿闍梨（あじゃり） - 御息所に祈祷を授ける僧侶。御息所に夕霧が落葉に通っていることを伝えた。

### 女三宮関係
- 小侍従（こじじゅう） - 朱雀院の女三宮の乳姉妹。柏木の召人。柏木の願いを受け、女三宮への手引きをした。「宇治十帖」では、亡くなっている事が明かされた。

### 宇治十帖の人々
- 薫（かおる、薫君(かおるのきみ)とも） - 表向きは光源氏の次男であるが、実は柏木と女三宮の男子。
- 匂宮（におうのみや） - 今上帝の第三皇子。母は明石中宮。
- （宇治の）大君（おおいぎみ） - 桐壺帝八の宮の長女。薫の思い人だが、最後まで彼の求婚を拒み通した。病弱で若くして他界。
- （宇治の）中君（なかのきみ） - 桐壺帝八の宮の次女。後に匂宮夫人。匂宮との間に、一児（男子）をもうける。
- 浮舟（うきふね） - 桐壺帝八の宮の庶出の娘。薫の愛人。後匂宮にも求愛され、苦悩の末入水を図る。横川の僧都に助けられ、一命をとりとめるものの出家。
- 弁の尼（べんのあま） - 八の宮の姫君たちに仕える女房。元は柏木の乳母子で、朱雀院の女三の宮の小侍従は従姉妹。薫にその出生の秘密を明かし、大君との間も取り持とうとした。大君の死後出家、中君が京へ上った後主不在となった宇治の宮邸の留守を守り、また大君の身代わりを求める薫に浮舟の素性と所在を明かした。
- 春宮・今上帝（とうぐう・きんじょうてい） - 冷泉帝の春宮。朱雀院の第一皇子。光源氏の長女、明石中宮を后とする。
- 女二宮（おんなにのみや） - 今上帝の皇女。母は藤壺女御。薫の正室。
- 六の君（ろくのきみ） - 夕霧の六女。母は藤典侍で、落葉の宮の養女。薫との縁談もあったが、匂宮の正室となる。
- 頭の中将 - 夕霧の左大臣の長男。宇治の紅葉狩りに際しては、明石中宮の命により匂宮を監視。
- 中将の君 - 浮舟の母。桐壺帝八の宮の侍女で、北の方の姪。北の方の死後、一時八の宮の愛人となるが、浮舟を身ごもったことで疎んじられ側を離れた。大君・中君は従妹にあたる。八の宮邸を辞してから、常陸介と結婚。薫の下に仕えることになった、小君を始め数人の子をもうける。
- 常陸介 - 中将の君の夫。妻との間に多くの子をなしたが、彼女が浮舟ばかりを可愛がるため浮舟には冷たい態度を取ることが多い。
- 小君 - 常陸介と中将の君の子。浮舟失踪後、薫の心を慰めるために彼に仕える事となった。浮舟が生存しているという話を聞いた、薫の使いとして姉に文を届けるが、対面を断られ、文すらも受け取ってもらえず落胆する。
- 左近の少将 - 浮舟の婚約者。常陸介の後ろ盾を求めており、浮舟がその実の娘でないと知って婚約破棄、常陸介の実の娘と婚約し直した。
- 横川の僧都（よかわのそうづ） - 入水した浮舟を助ける。後にその願いを聞き、浮舟を出家させた。宮廷に呼ばれるほど徳の高い僧侶。
- 小野の妹尼（おののいもうとあま）- 横川の僧都の妹。浮舟を死んだ娘の代わりとしてかわいがる。自分の留守中に浮舟が出家したと知り、大層嘆いた。
- 右近の君（うこんのきみ） -  浮舟に仕える女房。匂宮が薫のふりをして浮舟と契った事を知り驚愕。その日は浮舟が母と石山寺へと参詣する日であったため、慌てて「物忌み」という事にして取りやめた。更に後日、御所で催されていた会が終わると宮がすぐに彼女の元を訪れたことから、急遽侍従の君に協力を頼む。のちに彼女が入水を図ると、薫に事の真相を打ち明ける。
- 小宰相の君（こさいしょうのきみ） -  明石の中宮に仕える女房。気丈な性格で、匂宮に言い寄られたこともあるが、きっぱりと断った事がある。中宮が六条院に宿下がりした際、薫が浮舟との恋で悩んでいる事を打ち明けられた。のちに浮舟の生存が確認された際、中宮を介して薫に浮舟の事を伝え、横川行きを後押しした。